# Cerkiew św. Mikołaja w Tallinnie (Kopli)
Cerkiew św. Mikołaja – prawosławna parafialna cerkiew w Tallinnie, w dzielnicy Kopli, należąca do Estońskiego Kościoła Prawosławnego.

## Historia
Cerkiew została zbudowana w 1935 r. według projektu Aleksandra Władowskiego. Poświęcona w 1936 r. przez metropolitę tallińskiego i całej Estonii Aleksandra.

## Architektura
Budowla drewniana, wzniesiona na planie krzyża. Od frontu przedsionek. Transept obustronnie zamknięty prostokątnie, o kalenicach niższych od nawy. Prezbiterium mniejsze od nawy, zamknięte trójbocznie, z dwiema zakrystiami. Dachy cerkwi blaszane. Nad nawą dach dwukalenicowy. Na dachach nad przedsionkiem, nawą, ramionami transeptu i prezbiterium znajdują się wieżyczki zwieńczone kopułkami. W narożach transeptu dodatkowe wysokie wieżyczki bez kopuł.